# HMS Wilton (M1116)
HMS Wilton (M1116) byla minolovka britského královského námořnictva. Ve službě byla v letech 1973–1994. Jako první minolovka na světě byla postavena ze sklolaminátu. Roku 1991 byla převedena do Darmouthu jako cvičná loď. Roku 1994 byla vyřazena a prodána.

## Stavba

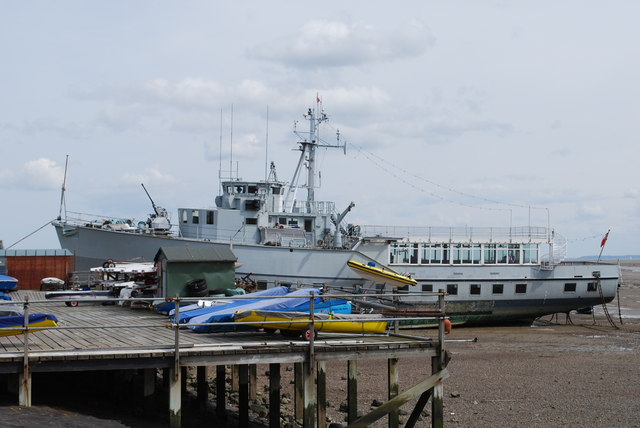
Vyřazená minolovka Wilton po úpravě na jachtklub

Zkušební prototyp nové generace sklolaminátových minolovek konstrukčně vycházel z třídy Ton. Pohonný systém a další vybavení pocházely z požárem zničené minolovky HMS Derriton třídy Ton. Plavidlo postavila britská loděnice Vosper Thornycroft ve Woolstonu. Stavba byla zahájena 7. srpna 1970, na vodu byla loď spuštěna 18. ledna 1972 a do služby byla přijata 14. července 1973.

## Konstrukce

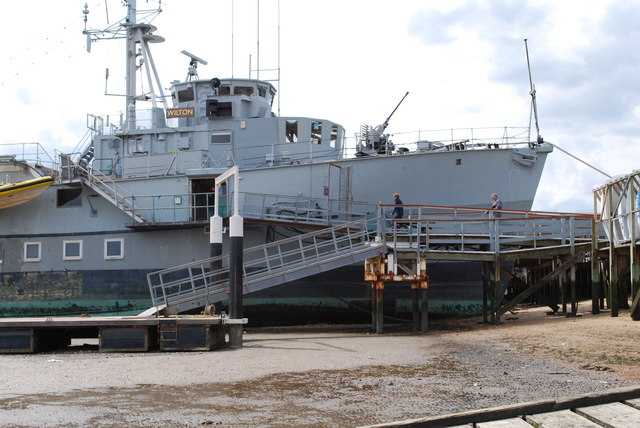
Vyřazená minolovka Wilton po úpravě na jachtklub

Plavidlo bylo postaveno ze sklolaminátu. Bylo vybaveno radarem typu 975 a sonarem typu 193M. Obrannou výzbroj představoval jeden 40mm kanón. Neseny byly dva rychlé čluny a vybavení pro nasazení potápěčů. Pohonný systém tvořily dva diesely Napier Deltic 18-7A o výkonu 3000 hp, pohánějící dva lodní šrouby. Nejvyšší rychlost dosahovala 16 uzlů.